# Европско првенство у рагбију 7 Конференција 2 2025.
Европско првенство у рагбију 7 - Конференција 2 2025. одржано је крајем јуна, на Косову и Метохији, у Приштини.
Овај спортски турнир је трајао два дана, а рагби 7 репрезентација Словеније је освојила прво место.
Црна Гора је завршила учешће на петом месту, а Босна и Херцеговина на шестом месту.

## Учесници
- Рагби 7 репрезентација Сан Марина,
- Рагби 7 репрезентација Естоније,
- Рагби 7 репрезентација Словачке,
- Рагби 7 репрезентација Словеније,
- Рагби 7 репрезентација Црне Горе,
- Рагби 7 репрезентација Босне и Херцеговине,
- Рагби 7 репрезентација Косова,

## Табела
| Табела                 | ИГ | Д | Н | И | ПД | ПП | ББ | Бод. |
| ---------------------- | -- | - | - | - | -- | -- | -- | ---- |
| 1. Словенија           | 6  | 5 | 0 | 1 |    |    | 0  | 16   |
| 2. Сан Марино          | 6  | 4 | 0 | 2 |    |    | 0  | 14   |
| 3. Естонија            | 6  | 4 | 0 | 2 |    |    | 0  | 14   |
| 4. Словачка            | 6  | 4 | 0 | 2 |    |    | 0  | 14   |
| 5. Црна Гора           | 6  | 3 | 0 | 3 |    |    | 0  | 12   |
| 6. Босна и Херцеговина | 6  | 1 | 0 | 5 |    |    | 0  | 8    |
| 7. Косово              | 6  | 0 | 0 | 6 |    |    | 0  | 6    |

## Резултати
- Сан Марино - Словачка 21-10
- Естонија - Косово 46-0
- Босна и Херцеговина - Црна Гора 26-33
- Косово - Словенија 0-45
- Словачка - Естонија 36-14
- Сан Марино - Босна и Херцеговина 33-10
- Косово - Словачка 14-45
- Словенија - Црна Гора 17-19
- Естонија - Босна и Херцеговина 21-14
- Црна Гора - Косово 35-17
- Босна и Херцеговина - Словачка 10-14
- Словенија - Сан Марино 28-5
- Босна и Херцеговина - Косово 22-0
- Црна Гора - Сан Марино 7-12
- Естонија - Словенија 7-17
- Косово - Сан Марино 0-38
- Црна Гора - Естонија 7-27
- Словачка - Словенија 7-19
- Сан Марино - Естонија 22-26
- Словачка - Црна Гора 19-5

| Победник Конференције 2 Европског првенства у рагбију 7 2025. |
| ------------------------------------------------------------- |
| Рагби 7 репрезентација Републике Словеније                    |